# Ng'wigwa
Ng'wigwa è una circoscrizione rurale (rural ward) della Tanzania situata nel distretto di Maswa, regione del Simiyu. Conta una popolazione di 10 005 abitanti (censimento 2012).